# Tauchenbach (Pinka, über Stadtschlaining)
Der Tauchenbach, auch Tauchen, ungarisch Tava, ist ein rund 40 Kilometer langer Flusslauf im niederösterreichischen Industrieviertel und im Südburgenland.

## Name
Der Name wird 1161 als Tůchne erstmals schriftlich erwähnt. Er leitet sich vom slawischen Wort *tuchy „faulig, stinkend“ ab.

## Lauf und Landschaft
Der Tauchenbach entspringt, dort auch Zeilergraben genannt, in den Bernsteiner Bergen in der niederösterreichischen Buckligen Welt, am Hutwisch (896 m ü. A.) auf etwa 730 m bei Gersriegel im Gemeindegebiet Hochneukirchen-Gschaidt.

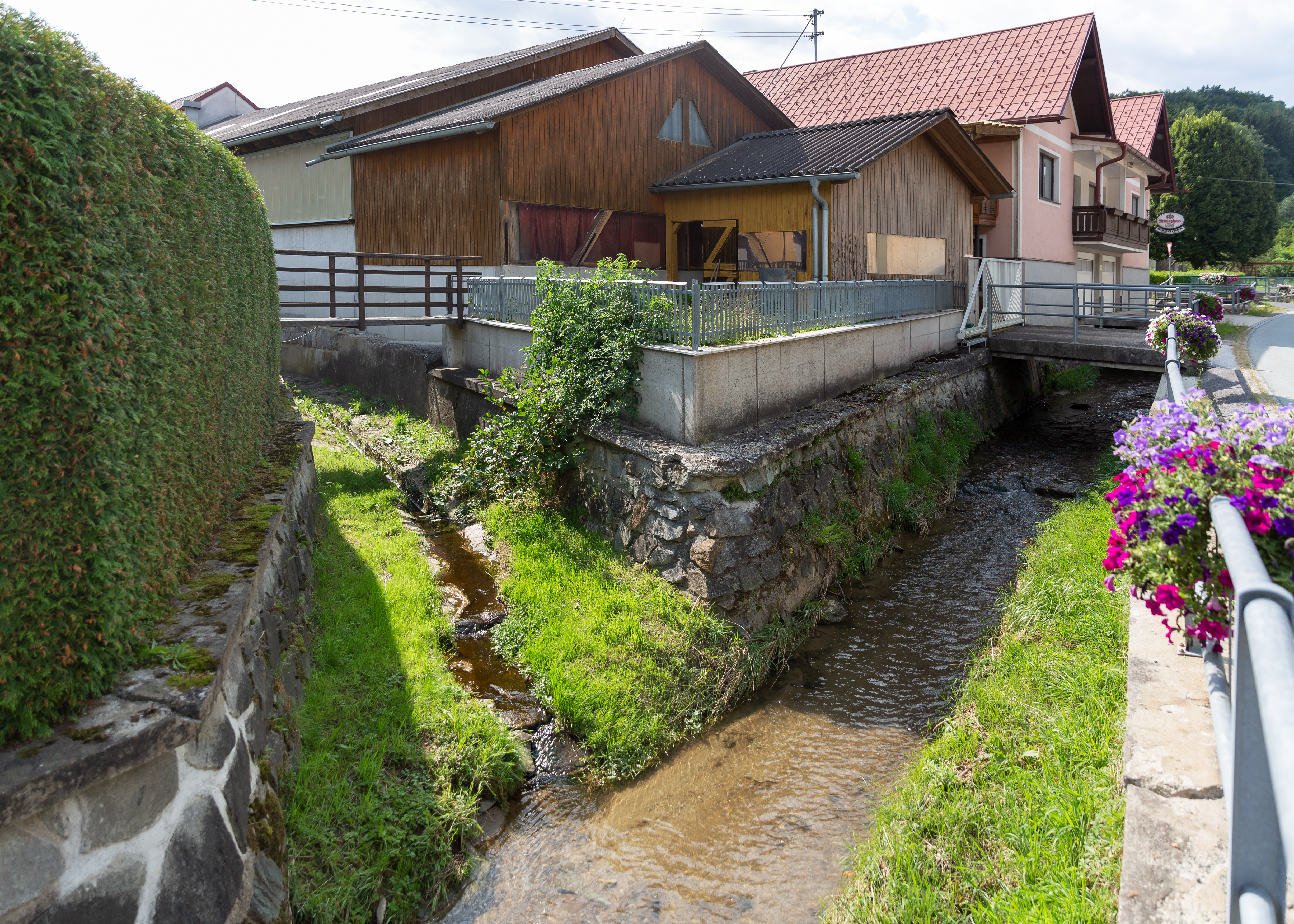
Der Tauchenbach mit unbenanntem Zufluss in Tauchen in der Gemeinde Mariasdorf

Dann wechselt er bei Maltern ins Burgenland, bildet kurz die Grenze von Oberschützen und Bernstein, und passiert Tauchen bei Mariasdorf. Diese Gegend wird Tauchental genannt, ein Teil der Landschaft In der Wart. Der Bach fließt dann dauernd in Südsüdost-Richtung in das Südburgenländische Hügelland.
Bei Neustift bei Schlaining nimmt die Tauchen von links Glasbach mit Unterkohlstättenbach auf und bildet die Westgrenze des Günser Gebirges. Er fließt durch Stadtschlaining, mit der malerisch gelegenen sogenannten „Friedensburg“ Burg Schlaining, ein wichtiges Wahrzeichen der Region, und durch Altschlaining und Neumarkt im Tauchental.
Bei Großpetersdorf erreicht die Tauchen in den Niederungen des Pinkabodens ihren Unterlauf und wendet sich über Hannersdorf stärker östlich. Sie sammelt ab Schlaining, weil sie hier ganz nah parallel zur Pinka rinnt, primär die an der Südseite des Günser Gebirges abfließenden Gewässer, und hat bei Hannersdorf eine mittlere Wasserführung von rund 0,6 m³/s. Sie mündet schließlich in der Pinkaschlucht am Eisenberg, kurz vor der ungarischen Grenze, bei Burg linksseitig in die Pinka.
Da in der Nähe des Tauchenbaches in Goberling bis 1999 der Antimonbergbau Schlaining in Betrieb war, werden immer wieder verstürzte Stollen durch Regenwasser ausgeschwemmt. Dieses Wasser wird durch das Eisen in den Stollen auch manchmal orangerot gefärbt und färbt dementsprechend auch den Tauchenbach.